# 駒沢直哉
駒沢 直哉（こまざわ なおや、2002年5月17日 - ）は、石川県石川郡美川町（現：白山市）出身のプロサッカー選手。Jリーグ・ギラヴァンツ北九州所属。ポジションはフォワード（FW）。

## 経歴
ツエーゲン金沢アカデミー出身。同クラブU-18に所属していた高校1年時に、福井しあわせ元気国体サッカー少年の部で得点王となるなど活躍。早稲田大学に進学して以降も各リーグの得点ランク上位に入り続けた。
2025年に横浜FCに加入し、同年3月15日、J1リーグ第5節C大阪戦でJリーグ初出場を果たした。直後の3月20日に開催されたYBCルヴァンカップ1回戦対岐阜戦で公式戦初得点を記録し、その後もルヴァンカップでは岐阜戦を含め横浜FCが出場したプレーオフラウンドC大阪戦までの全5試合に出場し2得点を記録したものの、J1リーグ戦では第6節対名古屋戦に2試合連続で先発出場した後、続く第7節以降7試合連続で交代出場のみとなり無得点、5月6日の第13節東京V戦を最後にリーグ戦ではベンチ外となる。
同年6月23日、ルヴァンカップ2回戦で対戦し自身が先制ゴールを決めた相手であるJ3・ギラヴァンツ北九州への育成型期限付き移籍が発表された。

## 所属クラブ
- 美川FCジュニア
- ツエーゲン金沢 U-15
- ツエーゲン金沢 U-18
- 早稲田大学
- 2025年 -  横浜FC
  - 2025年6月 -  ギラヴァンツ北九州（育成型期限付き移籍）

## 個人成績
| 国内大会個人成績 | 国内大会個人成績 | 国内大会個人成績 | 国内大会個人成績 | 国内大会個人成績 | 国内大会個人成績 | 国内大会個人成績 | 国内大会個人成績 | 国内大会個人成績 | 国内大会個人成績 | 国内大会個人成績 | 国内大会個人成績 |
| 年度             | クラブ           | 背番号           | リーグ           | リーグ戦         | リーグ戦         | リーグ杯         | リーグ杯         | オープン杯       | オープン杯       | 期間通算         | 期間通算         |
| 年度             | クラブ           | 背番号           | リーグ           | 出場             | 得点             | 出場             | 得点             | 出場             | 得点             | 出場             | 得点             |
| 日本             | 日本             | 日本             | 日本             | リーグ戦         | リーグ戦         | リーグ杯         | リーグ杯         | 天皇杯           | 天皇杯           | 期間通算         | 期間通算         |
| ---------------- | ---------------- | ---------------- | ---------------- | ---------------- | ---------------- | ---------------- | ---------------- | ---------------- | ---------------- | ---------------- | ---------------- |
| 2025             | 横浜FC           | 49               | J1               | 9                | 0                | 5                | 2                | 0                | 0                | 14               | 2                |
| 2025             | 北九州           | 49               | J3               |                  |                  | -                | -                |                  |                  |                  |                  |
| 通算             | 日本             | 日本             | J1               | 9                | 0                | 5                | 2                | 0                | 0                | 14               | 2                |
| 通算             | 日本             | 日本             | J3               |                  |                  |                  |                  |                  |                  |                  |                  |
| 総通算           | 総通算           | 総通算           | 総通算           | 9                | 0                | 5                | 2                | 0                | 0                | 14               | 2                |

出場歴
- Jリーグ初出場 2025年3月15日 J1第15節 セレッソ大阪戦（ニッパツ三ツ沢球技場）